# Rachel Bolan
Rachel Bolan (született: James Richard Southworth) (Point Pleasant, New Jersey, 1966. február 9. –) a Skid Row nevű heavy metal zenekar basszusgitárosa, valamit fő szövegírója és zeneszerzője.

## Karrier
Hugh és Aida Southworth legkisebb gyermekének egy bátyja (Richie), és két nővére (Lorraine és Joanne) van. Rachel a középiskola alatt kezdett szövegeket-dalokat írni, és gitározni egy Coral Wasp márkájú basszusgitáron. Húszévesen találkozott először Dave "The Snake" Sabo-val egy lemezboltban, ahol Snake dolgozott. 1986-ban kezdték a zenekar építését. 1987-ben Snake próbára vitte Rob Affuso-t, Rachel pedig Scotti Hillt. 
Ekkor az együttes énekese még Matt Fallon volt. Még abban az évben megtalálták Sebastian Bach-ot.
Rachel Bolan aktív időszaka az eredeti Skid Row-val 1986-tól 1996-ig tartott.
1997-ben megalapította a Prunella Scales zenekart (tagjai: Rachel Bolan, Phil Varone, Tommy Southard, Francis Elwood) , ami zenei világában meglehetősen elütött a klasszikus Skid Row stílustól. Egyetlen album kiadása után újra felvette a kapcsolatot a Skid Row másik két gitárosával, és Rob Affusoval.
A régi Skid Row tagok Ozone Monday néven 1998-ban új projektet hoztak létre Shawn Mars-szal kiegészülve. Ennek a próbálkozásnak a vége a Skid Row újra egymásra találása lett.
1999-től létezik újra a Skid Row zenekar, igaz, nem eredeti felállásban, Sebastian Bach helyére Johnny Solinger lépett, a dobos pedig először Charlie Mills volt, majd Phil Varone, 2004-től napjainkig pedig Dave Gara.

## Kapcsolódó szócikk
- Dressing Up the Idiot(wd)